# شون بولي
شون روبرت بولي (بالإنجليزية: Sean Polley)‏ (مواليد 27 أبريل 1981 في البصرة، العراق) لاعب كريكت إنجليزي. بولي هو ضارب باليد اليمنى.
أثناء دراسته للحصول على شهادة في جامعة درم شارك بولي لأول مرة مع فريق درم ضد نوتينغمشير في عام 2003. لعب مباراتين أخريين في عام 2003 ضد دورهام ولانكشاير.

## روابط خارجية
- شون بولي على موقع إي آس بي آن كريك إنفو (الإنجليزية)